# Motru
Motru (rumænsk udtale: [ˈmotru]) er en by i distriktet Gorj i  Rumænien. Den ligger ved floden Motru i det vestlige Oltenien. Distriktets hovedstad Târgu Jiu ligger ca. 35 km mod nordøst. Byen administrerer otte landsbyer: Dealu Pomilor, Horăști, Însurăței, Leurda, Lupoița, Ploștina, Roșiuța og Râpa.
Byen har 15.950 (2021) indbyggere.